# Władimir Ochotnik
Władimir Ochotnik, ros. Владимир Ильич Охотник (ur. 28 lutego 1950 w Kijowie) – francuski szachista pochodzenia ukraińskiego, arcymistrz od 2011 roku.

## Kariera szachowa
W 1979 r. zdobył tytuł mistrza Ukraińskiej Socjalistycznej Republiki Radzieckiej. Na arenie międzynarodowej sukcesy zaczął odnosić w połowie lat osiemdziesiątych. W 1984 r. zwyciężył w Mezőhegyes, w 1986 r. podzielił II m. w Satu Mare, w 1987 r. zajął I m. na wyspie Samos (w tym roku otrzymał również tytuł mistrza międzynarodowego), w 1988 r. zwyciężył w Cappelle-la-Grande oraz podzielił II m. (za Eduardem Meduną, wspólnie z Dragišą Blagojeviciem) w Pradze, natomiast w 1989 r. podzielił III m. (za Sandorem Videkim i Uwe Bönschem, wspólnie z Algimantasem Butnoriusem) w Szekszárdzie. W 1992 r. zwyciężył (wspólnie z Aleksandrem Waulinem) w Ajce, w 1995 i 1996 r. dwukrotnie zajął I m. w mieście Hajdúböszörmény, w 1999 r. podzielił I m. (wspólnie z Władimirem Czuczełowem) w Béthune oraz zwyciężył w Nyíregyházie. W 2003 r. ponownie zwyciężył w Nyíregyházie, jak również w Nancy. W 2004 r. zajął I m. w Nancy oraz podzielił II m. (za Aleksiejem Barsowem, wspólnie z Wadimem Małachatko, Andrei Istrățescu, Kamranem Shirazim i Shojaatem Ghane) w Saint-Quentin, w 2005 r. zwyciężył (wspólnie z Krumem Georgiewem) w Paryżu, natomiast w 2007 r. zajął I m. w Créon oraz zwyciężył (wspólnie z Giorgim Bagaturowem, Rainerem Buhmannem, Igorem Jefimowem i Nenadem Aleksiciem) w Grisolii. W 2008 r. podzielił I m. (wspólnie z Józsefem Horváthem w Feffernitz, w 2010 r. zwyciężył w Villach, natomiast w 2011 r. podzielił I m. w Lienzu (wspólnie z Viestursem Meijersem) oraz w Rennes (wspólnie z Wencisławem Inkiowem). Również w 2011 r. odniósł dwa znaczące sukcesy w rozgrywkach "seniorów" (zawodników powyżej 60. roku życia): w Courmayeur zdobył tytuł wicemistrza Europy, natomiast w Opatii – tytuł mistrza świata (za osiągnięcie to otrzymując tytuł arcymistrza).
Najwyższy ranking w karierze osiągnął 1 lipca 2000 r., z wynikiem 2510 punktów zajmował wówczas 31. miejsce wśród ukraińskich szachistów.
Wspólnie z Bogdanem Laliciem napisał dwie książki: Carpathian Warrior book one. Secrets of a Master (2005) oraz Carpathian Warrior 2 (2008), obie o tematyce debiutowej (m.in. o obronach Philidora, Pirca i Robatscha).